# Eubranchus prietoi
Eubranchus prietoi is een slakkensoort uit de familie van de Eubranchidae. De wetenschappelijke naam van de soort is voor het eerst geldig gepubliceerd in 1981 door Llera & Ortea.